# Glossotrophia moralesi
Glossotrophia moralesi är en fjärilsart som beskrevs av Charles E. Rungs 1945. Glossotrophia moralesi ingår i släktet Glossotrophia och familjen mätare. Inga underarter finns listade i Catalogue of Life.